# Хедира, Рани
Ра́ни Хеди́ра (нем. Rani Khedira, 27 января 1994, Штутгарт, Германия) — немецкий футболист, полузащитник клуба «Унион» (Берлин).

## Клубная карьера
Рани, как и старший брат, начал заниматься футболом в академии «Штутгарта». Поначалу Хедира выступал за дублирующий состав, но в октябре 2012 года он был переведён в основную команду, а в январе 2013 года подписал контракт с клубом до 2015 года. Дебют в Бундеслиге у Рани состоялся в 4-м туре сезона 2013/14 в матче против «Хоффенхайма», когда он на 79-й минуте заменил Уильяма Квиста.
В 2014 году игрок перебрался в «РБ Лейпциг», подписав контракт с «быками» до 2017 года. В составе клуба Хедира пробился в Бундеслигу в 2016 году, а в сезоне 2016/17 стал вице-чемпионом Германии и вышел в Лигу чемпионов. В мае 2017 года стало известно, что «РБ Лейпциг» не будет продлевать истекающий с Рани контракт.
7 июня 2017 года Хедира подписал контракт с «Аугсбургом» до 2021 года.

## Карьера в сборной
В 2011 году Хедира был включён в состав сборной до 17 лет на чемпионат мира среди юношеских команд. Рани принял участие в шести матчах, а сборная Германии заняла третье место.
14 ноября 2012 года Хедира дебютировал в сборной до 19 лет, отличившись также забитым мячом в матче против французов.
В связи с происхождением своего отца Рани может выступать за сборную Туниса, однако он не рассматривал этот вариант и отклонял предложения Тунисской федерации футбола

## Личная жизнь
Рани Хедира — младший из трёх сыновей в семье немки и тунисца, которые познакомились в Хаммамете и затем жили в Фелльбахе. Родной брат Рани, Сами, также являлся профессиональным футболистом. Хедира получил образование в области спортивного и фитнес-администрирования.